# Цгачас-Нек (район)
Цгачас-Нек (сесото Qacha's Nek) — один з 10 районів Лесото. Адміністративний центр — Цгачас-Нек.

## Географія
Район Цгачас-Нек межує на півдні з Східною Капською провінцією, ПАР, на північному заході з районом Цгутінг, на заході з районом Мохалес-Хук, на півночі з районом Таба-Цека. Площа району становить 2,349 км².

## Населення
За переписом населення 2004 року у районі Цгачас-Нек мешкало 110,000 осіб.

## Адміністративний поділ Цгачас-Нек

### Округи
3 округів
- Лебакенг
- Цгачас-Нек
- Цоелайк

### Місцеві ради
6 місцевих рад
- Хомо-Пацоа
- Летлоепе
- Мосенекенг
- Патлонг
- Таба-Хубелу
- Вайтгілл

| Лесото | Це незавершена стаття з географії Лесото. Ви можете допомогти проєкту, виправивши або дописавши її. |

30°00′ пд. ш. 28°45′ сх. д. / 30.000° пд. ш. 28.750° сх. д.